# Parc eòlic de Tarfaya-Akhfenir
El parc eòlic de Tarfaya-Akhfenir (en amazic ⵉⴳⵔ ⵏ ⵓⵣⵡⵓ ⵏ ⴰⵅⴼⵏⵏⵉⵕ) és un parc eòlic al Marroc, situat a uns 20 kilòmetres de Tarfaya. Fou desenvolupat per Tarec (Tarfaya Energy Company), una joint venture 50/50 de Nareva Holding i International Power Ltd. El parc eòlic és propietat i està operat per una aliança d'empreses a mitges entre el GDF SUEZ i Nareva Holding i és el parc eòlic amb més capacitat de l'Àfrica amb 131 aerogeneradors i una capacitat total instal·lada de 301 MW. Va estar a la llista dels deu "projectes més destacats de l'Àfrica en 2015", un rànquing de la revista Jeune Afrique.
El parc va ser encarregat al desembre de 2014 després de dos anys de treball i una inversió de 50.000 milions de dirhams. El seu constructor i operador és Tarec, que ven l'energia generada a l'Oficina Nacional d'Electricitat.